# Coster de la Torre
El Coster de la Torre és una muntanya de 236 metres que es troba al municipi de la Bisbal del Penedès, a la comarca del Baix Penedès.